# 로쿠온지
로쿠온지(일본어: 鹿苑寺)는 일본 교토부 교토시 기타구에 있는 일본 선불교 사찰에 있는 정자로 비공식적인 명칭으로는 킨카쿠지(일본어: 金閣寺)가 있는데, 이 이름으로더 잘 알려져 있기도 하다. 이 건물은 일본에서 가장 유명한 건물 중 하나로 매년 수많은 관광객들을 끌어모으고 있다. 로쿠온지는 국가 특별 사적지, 국가 특별 경관으로 지정되어 있으며 세계유산으로 지정된 고도 교토의 문화재 중 하나이다.

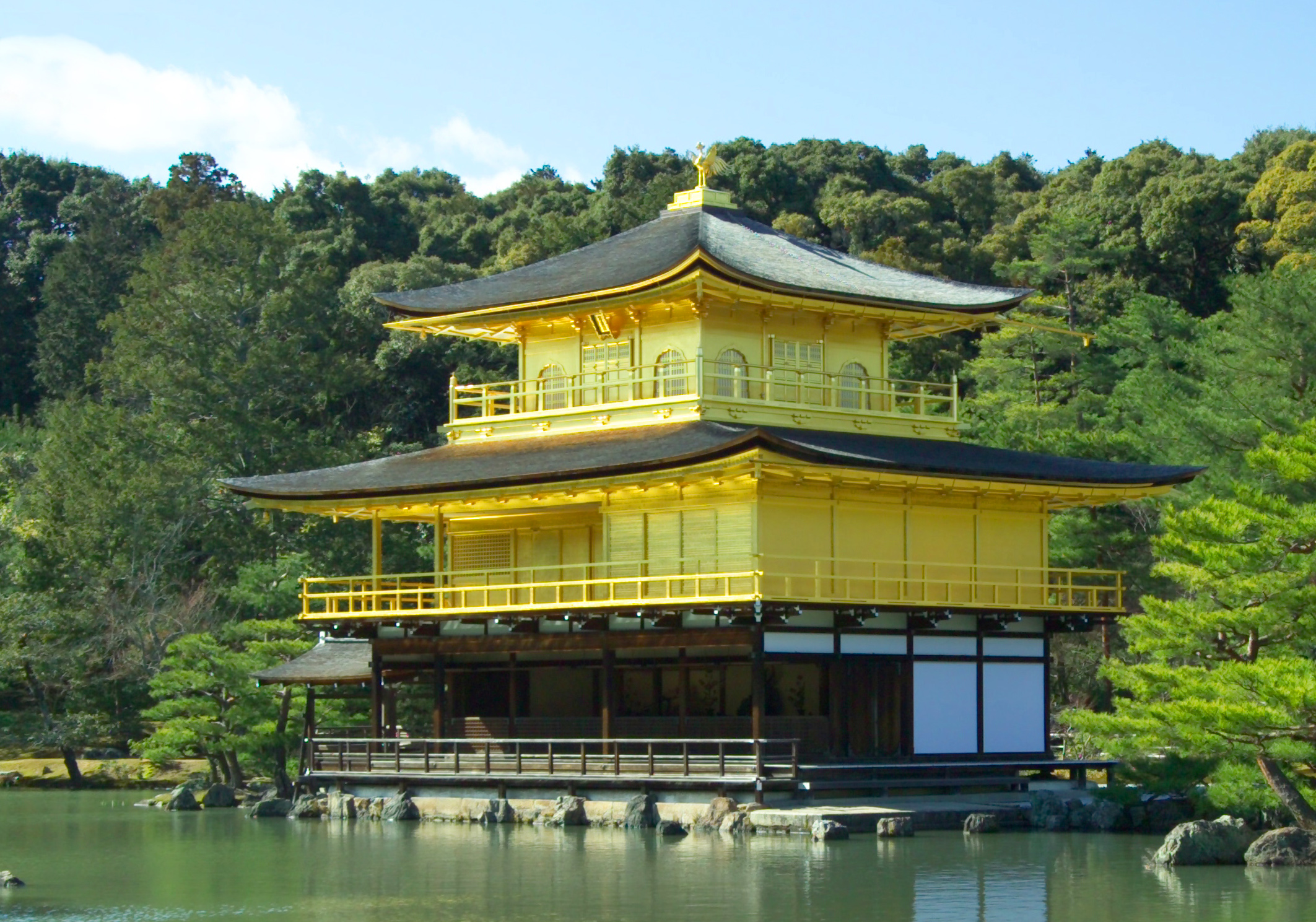
로쿠온지

## 역사
로쿠온지는 본디 사이온지 긴쓰네의 별장으로 키타야마다이(北山第)라는 이름으로 불렸다. 이후 1397년 쇼군인 아시카가 요시미쓰가 은퇴 후 별장으로 사용하기 위해 현재의 정자를 짓고 관련 시설들을 만들었다. 이후 아시카가 요시미쓰가 죽자, 그의 아들은 아버지의 유언에 따라 이 건물을 린자이 학파의 선불교 사찰로 그 용도를 바꾸었다. 이후 오닌의 난이 일어났을 때, 사찰과 함께 정자와 모든 건물들이 전소되어 버렸고, 이후 복원되었다.
로쿠온지는 1950년 7월 2일, 새벽 2시 30분에 정신질환을 앓고 있던 22살의 젊은 승려 하야시 요켄에 의해 화재에 휩싸였다. 이후 그는 사원 뒤쪽에서 자살을 시도하였으나, 죽지 못했고 사람들에 의해 체포되어 곧바로 수감되었다. 하야시 요켄은 약 7년 동안의 징역을 선고받았으나, 그가 정신병을 앓고 있었다는 이유로 1955년 5월 가석방되었다. 이 화재로 인해 아시카가 요시미쓰의 상이 손실되었으나, 현재 복원되어 다시 안치되어 있다. 이 방화 사건을 모티브로 하여, 1956년 미시마 유키오가 소설 <킨카쿠지>를 발표하였다.

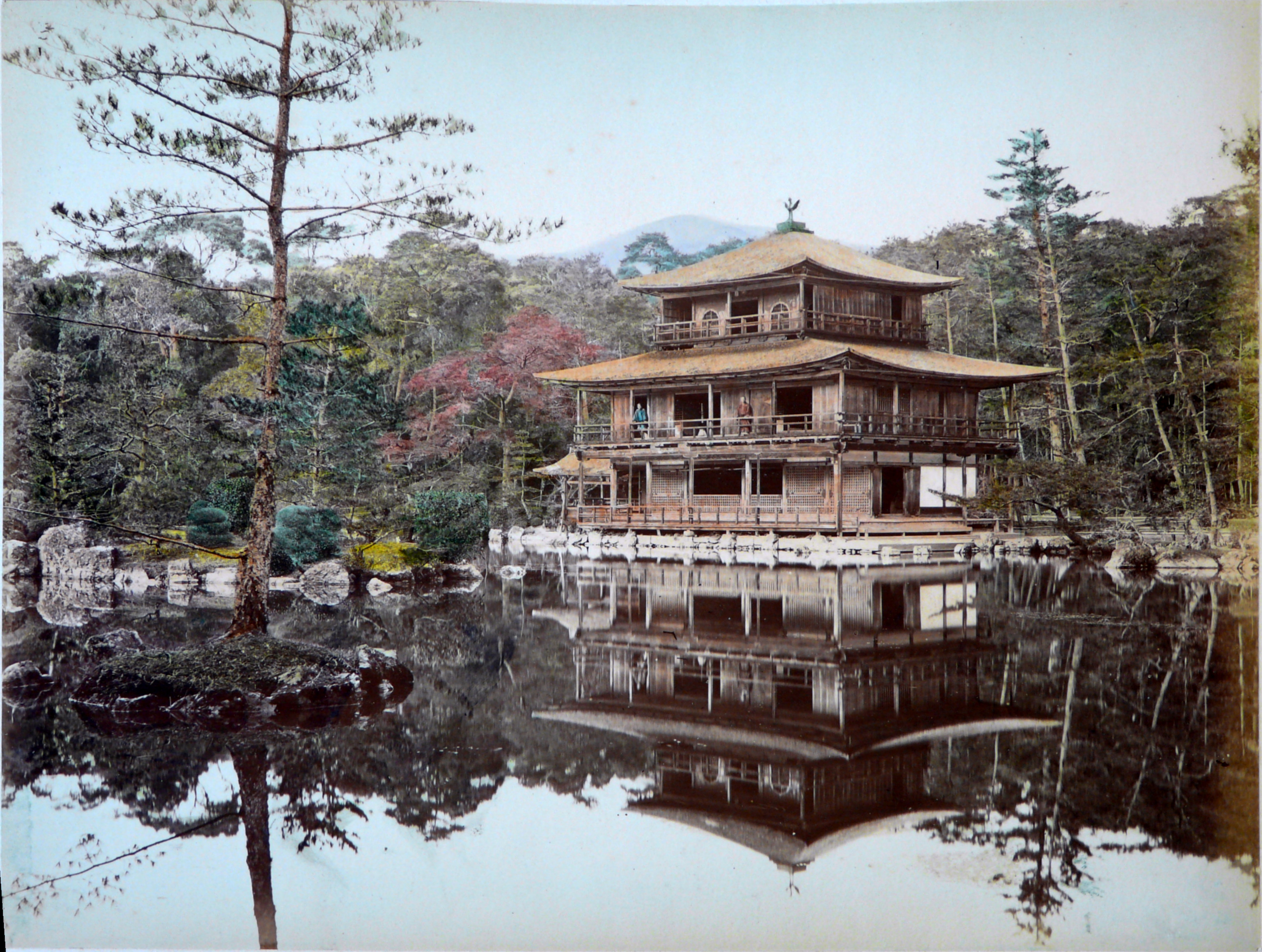
1885년에 찍힌 사진. 금박은 세월의 흐름 때문에 벗겨져있다.

현재 우리가 볼 수 있는 정자는 1955년에 다시 재건한 것이다. 정자는 총 3층 높이로, 그 높이는 12.5m이다. 일본에서는 로쿠온지를 과거의 모습과 최대한 비슷하게 복원하였다고 주장하지만, 과연 옛날에도 지금처럼 정자에 엄청난 양의 금박이 덮여있었을지에 대한 의문이 존재한다. 1984년, 정자에 칠해져 있던 옻칠의 일부가 썩은 것으로 판명되어 이에 전보다도 훨씬 더 두꺼운 옻칠을 하여 보강하였다. 또한, 이 때 아시카가 요시미쓰의 상도 복원하여 다시 안치하였고 안에 걸려있던 그림도 다시 걸었다. 2003년에는 지붕이 완전히 복구되었다. '킨카쿠지'라는 이름에서 '킨카쿠'는 정자 전체를 두텁게 덮고 있는 황금에서 그 이름을 따왔다. 금은 죽음에 대한 두려움이나 부정적인 생각, 감정들을 없애준다고 믿어졌으며, 사원의 전체적인 분위기를 환기하기 위해 사원에 칠해졌기 때문에 그 의미가 크다고 할 수 있을 것이다. 이러한 상징적 의미 외에도, 로쿠온지는 무로마치 시대의 건축을 잘 보여주기도 한다. 무로마치 시대의 건물들은 대개 장식적이거나 화려한 분위기를 추구하였다. 햇빛이 로쿠온지에 반사되어 찬란히 빛나는 것, 고요한 연못에 정자의 모습이 투영되어 비치는 것과 같은 극적인 장치들을 통해, 로쿠온지는 시각적으로 아름다운 분위기를 느낄 수 있게 한다.

## 디자인
금각(金閣)은 로쿠온지에 있는 3층짜리 건물이다. 탑의 2,3층은 금박이 입혀져있다. 탑은 부처의 유물을 보관하는 샤리덴(舎利殿, 사리전) 역할을 한다.

### 로쿠온지
정자에는 총 3개의 건축 양식이 조화를 이루며 섞여 있다. 첫째는 신덴즈쿠리 양식, 둘째는 부케즈쿠리 양식, 셋째는 선종 사찰의 양식이다. 먼저 신덴즈쿠리 양식은 11세기 헤이안 시대의 대표적인 건축 양식으로, 1층이 이 양식으로 지어져 있다. 참고로 1층의 이름은 법수원(法水院)이다. 신덴즈쿠리 양식에서는 인접한 베란다가 있는 열린 공간들을 주로 설계하며, 칠하지 않은 자연 그대로의 목재를 주로 사용하며 백색의 석고를 사용하여 벽을 세운다. 이와 같은 수수한 양식은 주변의 풍경을 강조시키는 효과도 있으며, 정자 내부의 풍경도 변화시킨다. 1층의 벽에 있는 창문들은 보통 가리개가 있어, 정자 내부로 통하는 공기와 빛의 양을 조절할 수 있게 하였다. 이를 통해 내부의 음영을 조절, 더 극적인 효과를 연출하는 것이 가능해졌다.

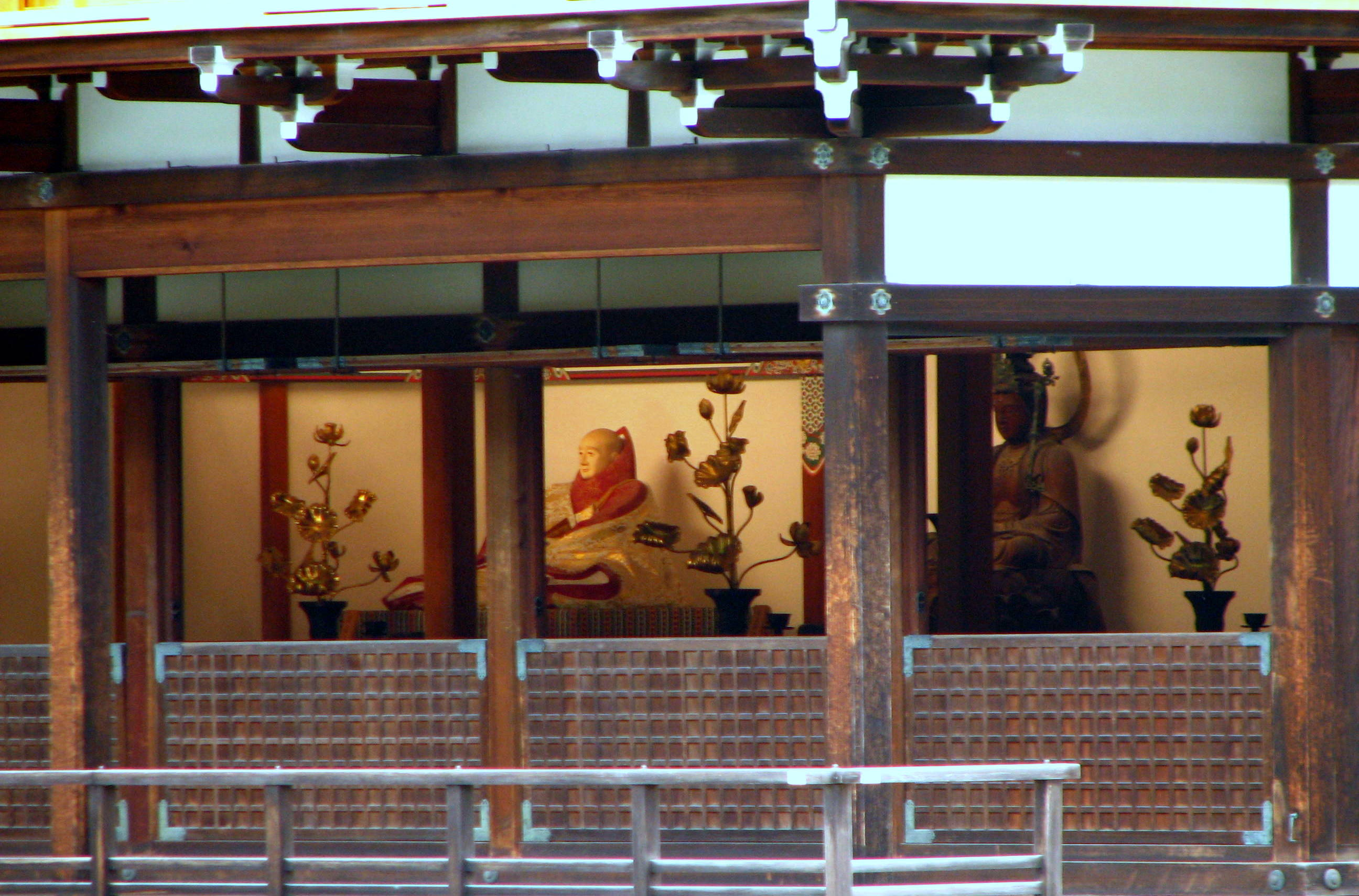
1층

2층을 이루고 있는 양식은 부케즈쿠리 양식이다. 2층의 이름은 조운동(潮音洞)인데, 무사 저택의 주된 건축 양식이었던 부케즈쿠리 양식으로 지어져 있다. 2층에는 미닫이문과 격자 창문이 있어, 고요하고 정적으로 된 분위기를 자아낸다. 이 곳에는 불상이 모셔져 있고, 관음보살에게 바쳐진 조그만 사원이 있다.
3층은 구경정(究竟頂)이라는 이름을 갖고 있다. 이 곳은 선종 사찰의 전통적인 양식으로 지어져 있는데, 이 곳에는 부처의 사리가 황금 항아리 속에 들어있고, 내부의 바닥과 천장, 벽을 모두 얇은 황금으로 발라 환상적인 분위기를 표현하였다.
지붕은 얇은 나무껍질을 발라 덮은 피라미드 형 모습이다. 맨 꼭대기에는 청동으로 만든 봉황 조각상이 있다.

### 정원
로쿠온지를 둘러싸고 있는 정원은 일본 전통식 조경 방법으로 만들어졌다. 외부의 자연풍경을, 정원 내부로 자연스럽게 녹아들게 하는 조경을 하였다. 이로 인해 정원을 바라볼 때 그 시각을 정원에만 한정되지 않게 하고, 그 바깥의 광경까지 확장되게 하여 더 심오한 아름다움을 추구하였다고 볼 수 있다. 정원에는 큰 연못 하나가 있는데, 이를 고쿄지(鏡湖池), 즉 거울 연못이라고 한다. 이 연못은 정자의 모습을 그대로 투영하여, 마치 정자가 상하로 완벽한 대칭을 이루며 서 있는 것과 같은 착시 효과를 불러 일으킨다. 연못에는 총 10여 개의 돌들이 놓여져 있다. 선불교의 관점으로 놓여진 이 돌들은, 각자가 중국과 일본의 문학 작품들에 등장한 유명 장소들을 상징한다. 이 정원이 워낙 정교하게 만들어졌기 때문에, 정원을 감상할 수 있는 최적의 위치까지도 따로 표시해 놓았을 정도이다. 연못의 한 쪽에는 조그만 나루터가 있는데, 이를 통해 조그만 배를 연못에 띄울 수 있다. 이 나루터의 이름은 쯔리또노(釣殿)이다. 정원의 전체적인 배치는 불교의 극락정토를 묘사해 놓은 것으로, 하늘과 땅의 조화를 이루어 '합일'의 경지를 추구하였다고 볼 수 있다. 연못 한가운데에 있는 가장 큰 섬은 일본 열도를 상징하고, 줄지어서 나란하게 배열되어 있는 네 개의 섬들은 극락 세계에 가기 위해 기다리는 네 척의 배를 상징하였다고 한다.
이 정원은 무로마치 시대 정원의 대표적인 예시이다. 무로마치 시대의 정원들은 보통 일본식 정원의 고전적인 기틀을 닦았다고 평가되는데, 이 때에 건물과 그에 담긴 뜻을 극대화시키는 방법이 주로 발전하였다. 당시의 일본 조경사들은 건물을 예술적인 방식으로 자연에 녹아들게 하는 것을 최고의 미로 평가했다. 특히 정원의 크기, 돌들의 크기를 조그맣게붙이고 더 가까이 배열함으로써, 실제로는 거대한 풍경을 조그마한 공간 안에 밀집해 표현하는 형식을 고수하였다.

## 갤러리

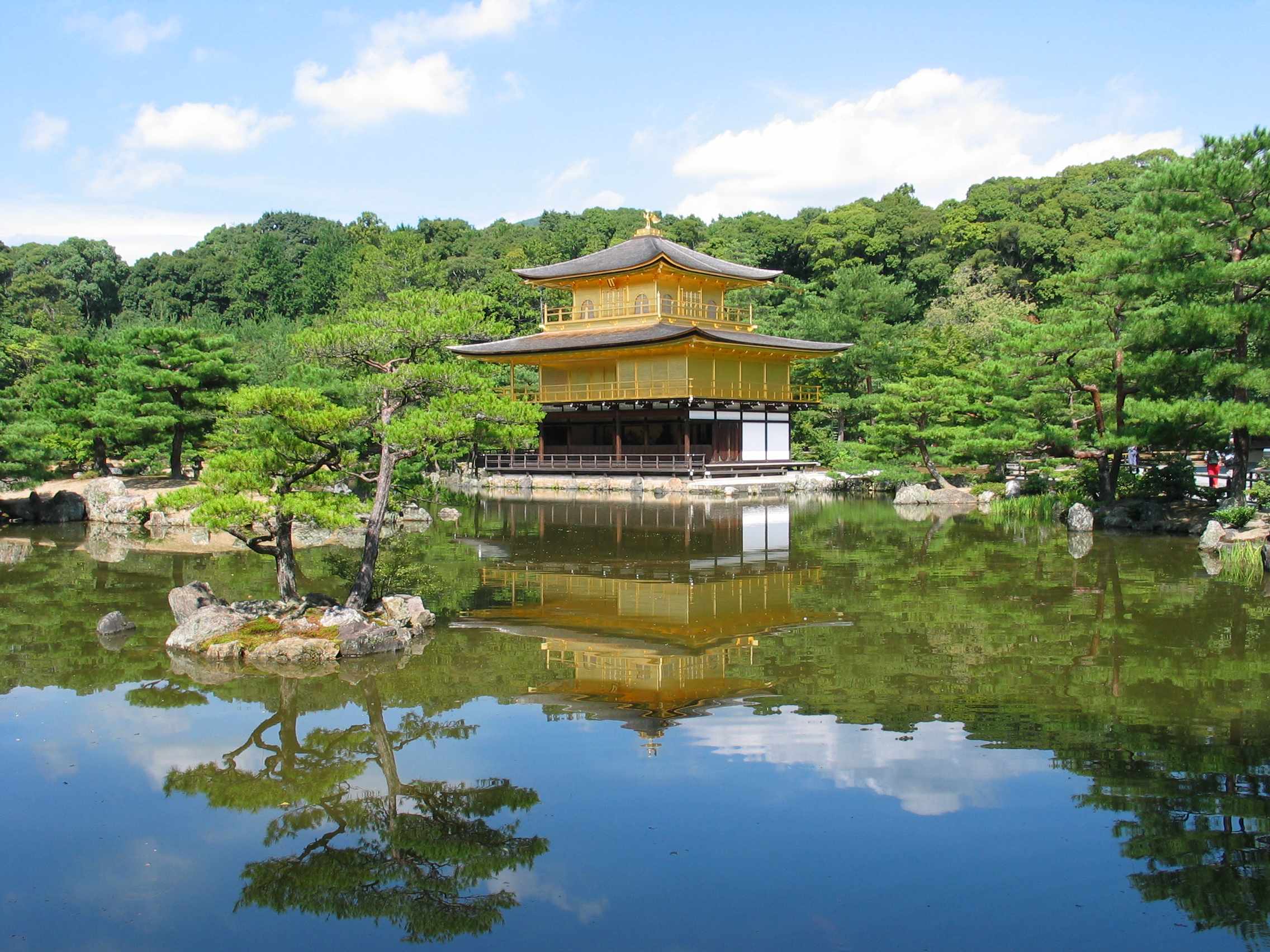
로쿠온지
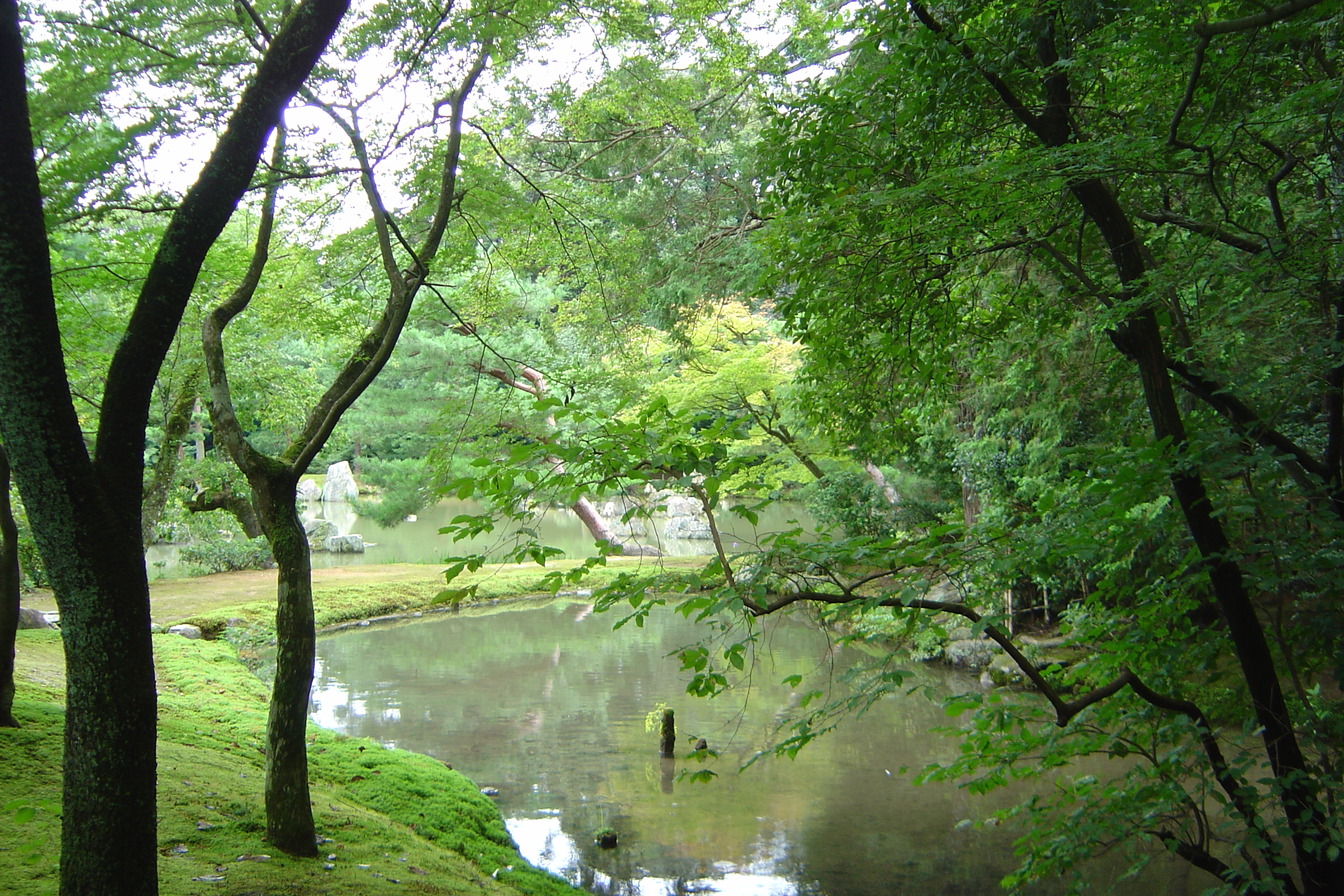
로쿠온지의 정원
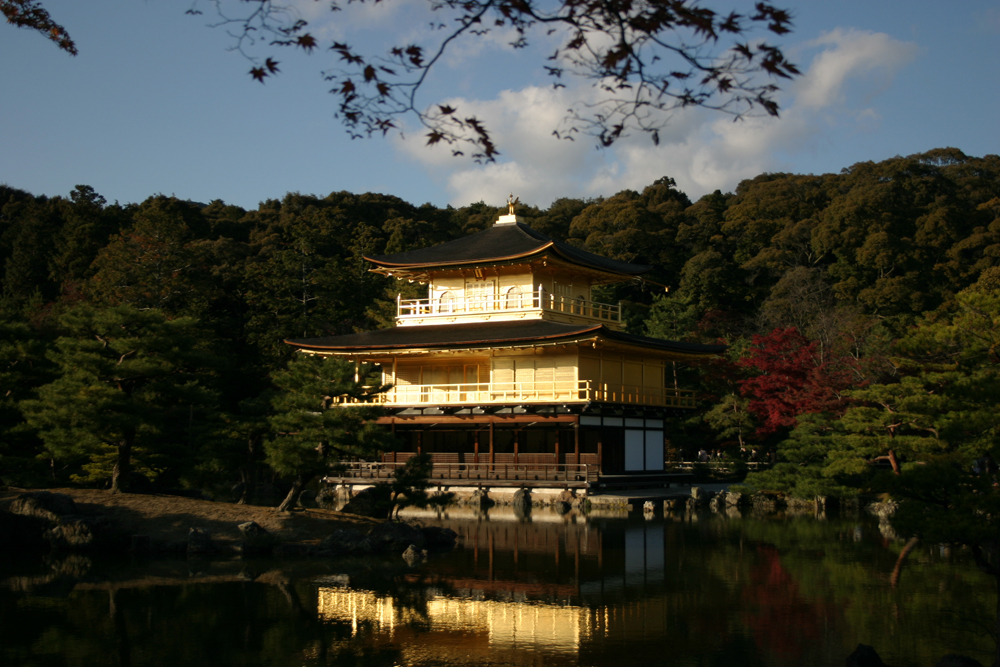
겨울동안의 로쿠온지 풍경
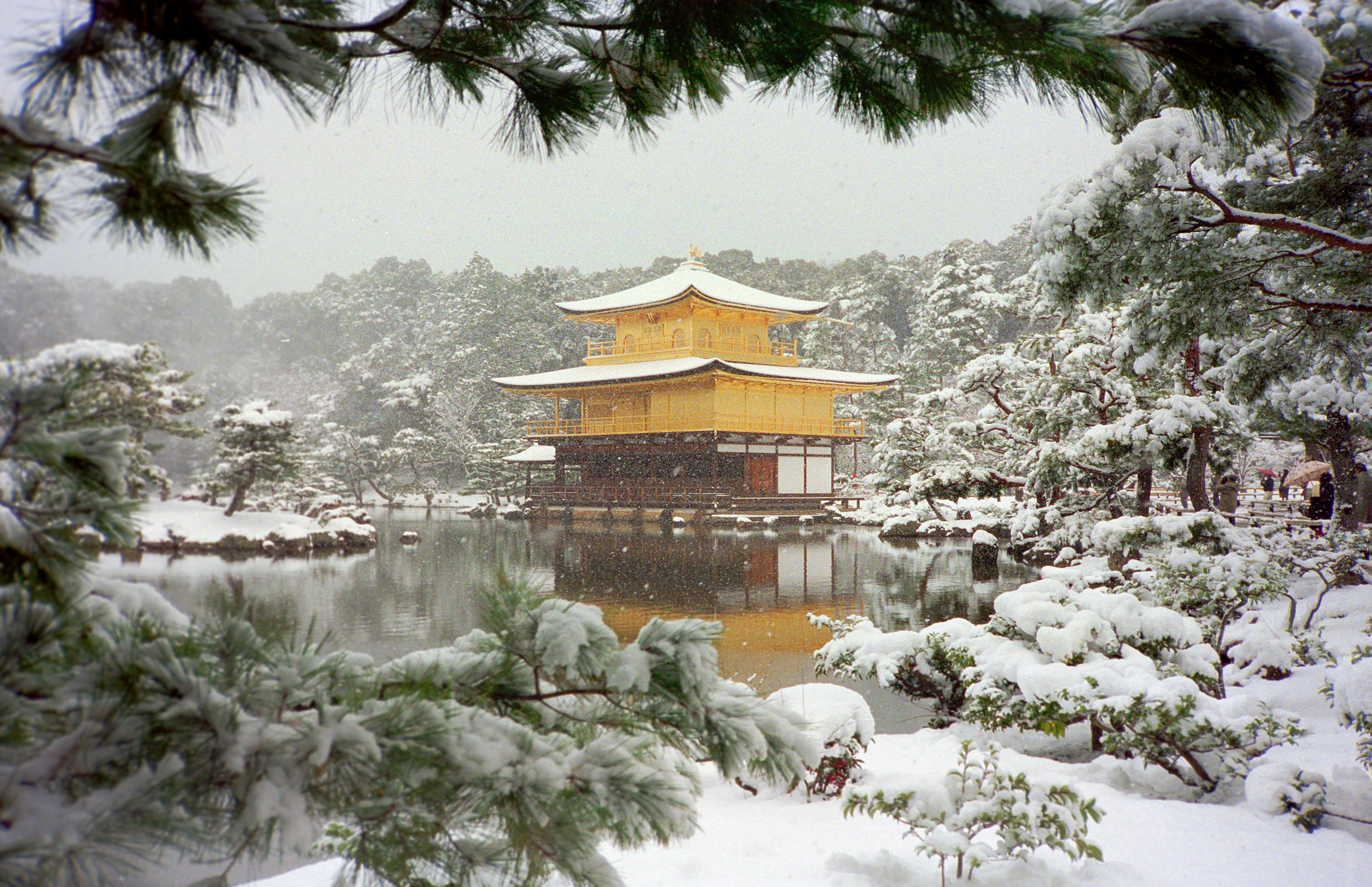
눈이 쌓인 로쿠온지의 풍경
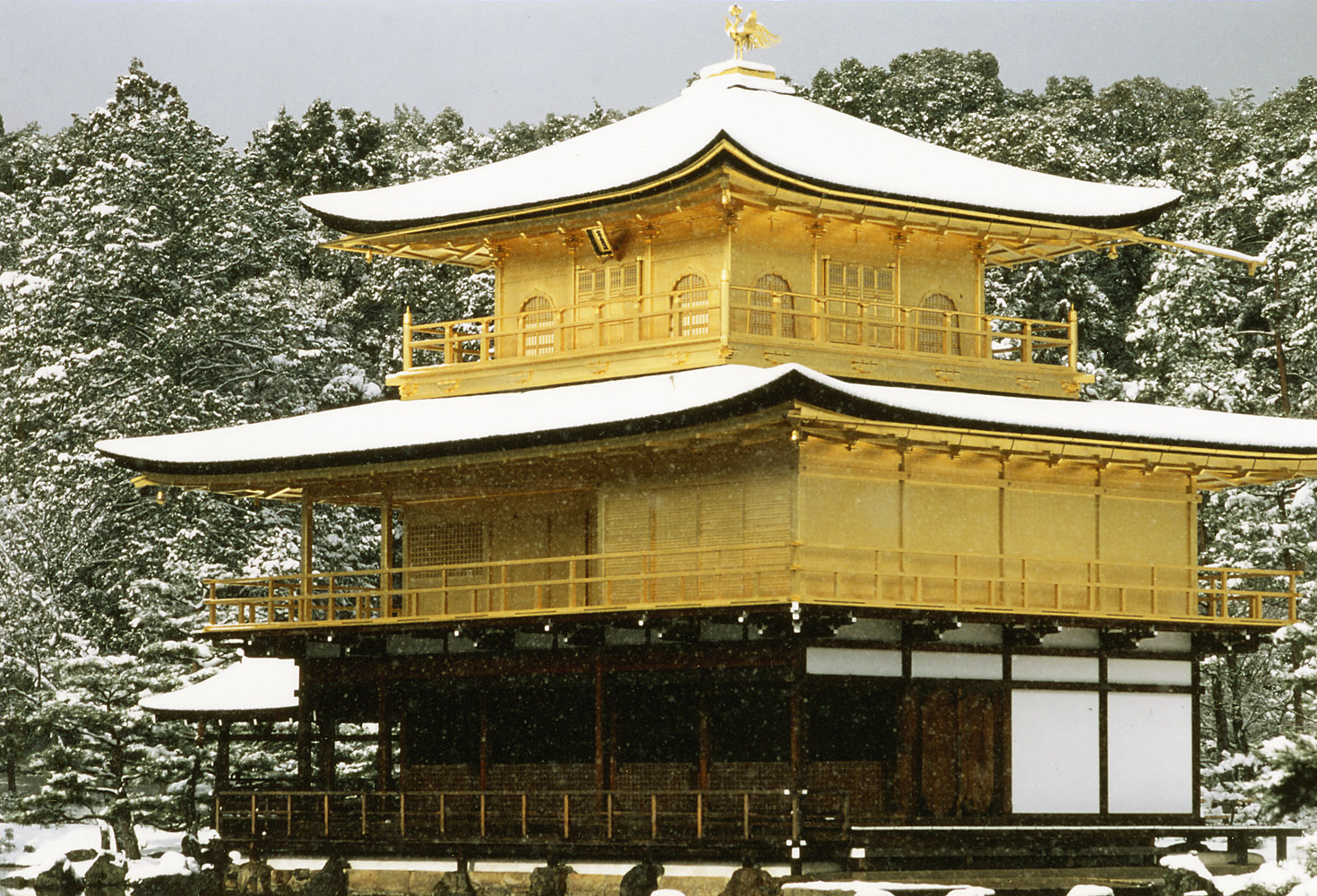
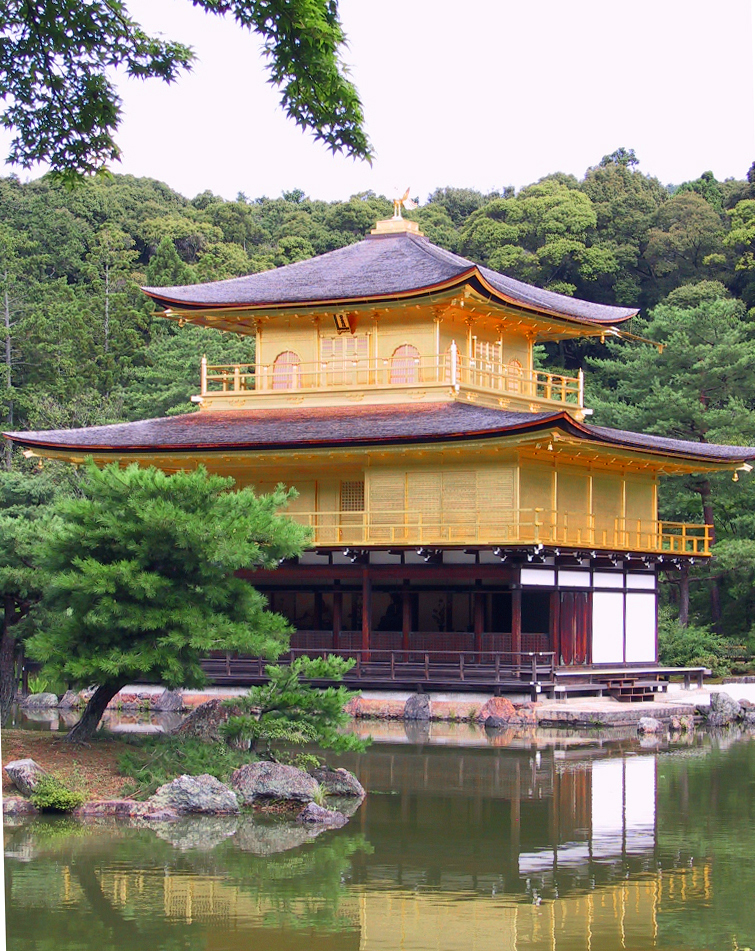
가까이서 찍은 로쿠온지의 모습
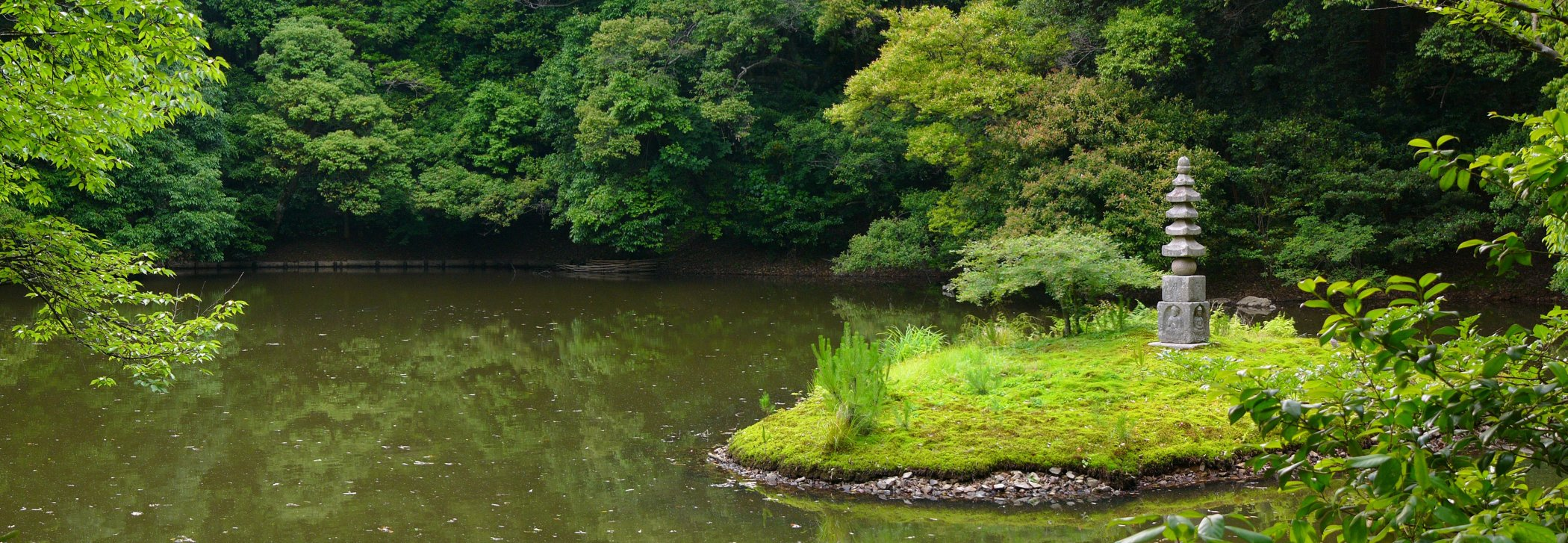
로쿠온지의 정원
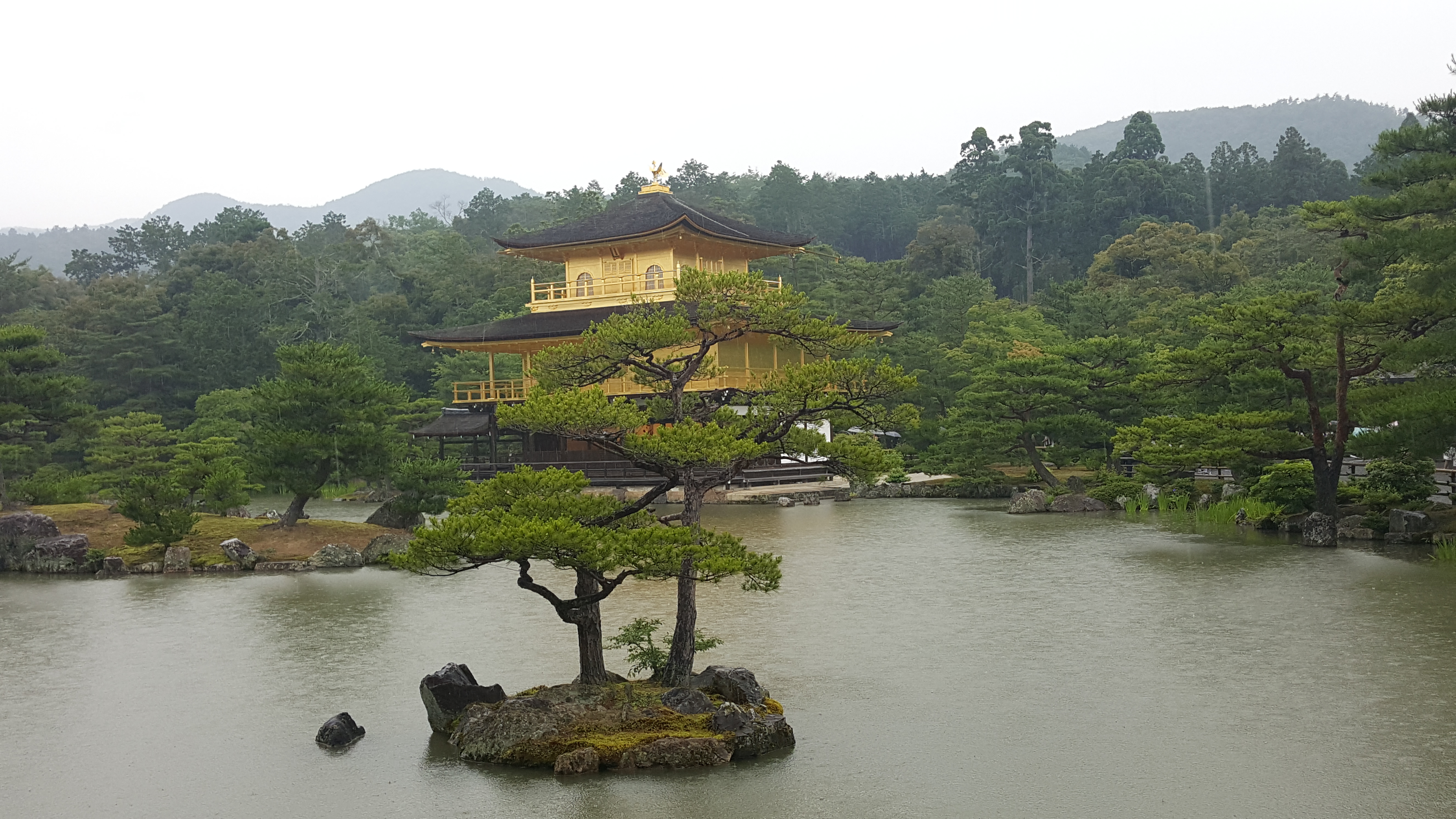
2016년 6월 로쿠온지
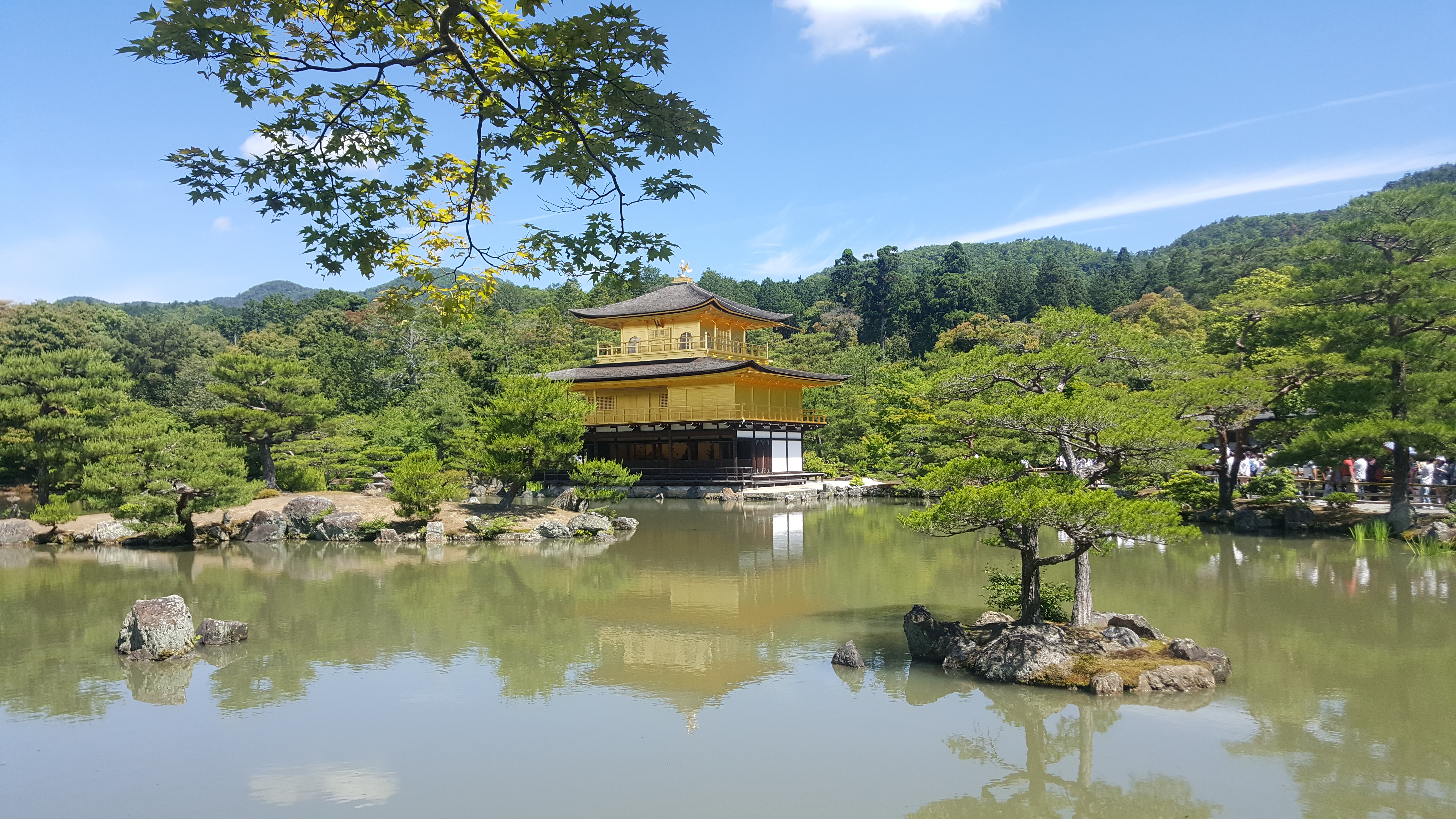
2017년 6월 로쿠온지

## 같이 보기
- 지쇼지
- 주손지
- 고대 교토의 역사 기념물